# Великие Бучки
Великие Бучки (укр. Великі Бучки) — село,
Великобучковский сельский совет,
Сахновщинский район,
Харьковская область, Украина.
Код КОАТУУ — 6324881301. Население по переписи 2001 года составляет 571 (258/313 м/ж) человек.
Является административным центром Великобучковского сельского совета, в который не входят другие населённые пункты.

## Географическое положение
Село Великие Бучки находится на правом берегу реки Орель,
выше по течению на расстоянии в 11 км расположено село Дубовые Гряды,
ниже по течению на расстоянии в 4 км расположено село Богатая Чернещина,
на противоположном берегу — сёла Керносовка (Днепропетровская область) и Анновка (Днепропетровская область).
Паралленьно реке проходит Канал Днепр — Донбасс.
Река в этом месте извилиста, образует старицы, лиманы и озёра, в том числе озёра Совиное и Дудниково.

## История
- 1777 — дата основания.

## Экономика
- Молочно-товарная ферма.
- Сельхозтехника.

## Достопримечательности
- Братская могила советских воинов и Чумака Я. О., партизана. Похоронено 3 человека.

## Религия
- Вознесенский храм.